# 卡梅洛·西蒙尼
卡梅洛·西蒙尼（Carmelo Simeone，1933年9月22日—2014年10月11日），是一名出生於阿根廷休達德拉的足球員。曾經效力於博卡青年，並幫助球隊奪得三座聯賽冠軍，同時也入選阿根廷國家隊的陣容中。

## 俱樂部生涯
1955年，他從薩斯菲爾德開始了職業經歷。1961年，轉會至博卡青年，並在後防上扮演重要的角色，協助球隊贏得1962年、1964年與1965年的阿根廷足球甲級聯賽冠軍。隨後於1967年，他離開了博卡青年，轉投較低級別的球隊貝爾格拉諾，在此處結束了足球員生涯。

## 國家隊生涯
他代表過阿根廷參加1959年南美國家盃（現美洲盃）與1966年世界盃足球賽。

## 榮譽
| 賽季 | 球隊     | 冠軍               |
| ---- | -------- | ------------------ |
| 1962 | 博卡青年 | 阿根廷足球甲級聯賽 |
| 1964 | 博卡青年 | 阿根廷足球甲級聯賽 |
| 1965 | 博卡青年 | 阿根廷足球甲級聯賽 |

## 外部連結
- （西班牙文） Boca Juniors profile